# Jaremy Howard
Jeremy Patrick Howard (nascido em 12 de junho, 1981) é um ator americano. Ele apareceu em filmes Sydney White , Galaxy Quest e Accepted.
Howard nasceu em Burbank na Califórnia , filho de Sharon Hess e ator Joe Howard.
Em 2010 participou da série House MD como Oscar na 6ª temporada no episódio "Um Dia Daqueles".

## Filmografia
| Ano  | Nome                                    | Persoanegens                          | Notas         |
| ---- | --------------------------------------- | ------------------------------------- | ------------- |
| 1992 | Crash Landing: The Rescue of Flight 232 | Tony Feeney                           | Filme de TV   |
| 1995 | The Cure                                | Tyler's Buddy #2                      |               |
| 1995 | ...And the Earth Did Not Swallow Him    | Bucktooth Kid                         |               |
| 1999 | Galaxy Quest                            | Kyle                                  |               |
| 2000 | The Drew Carey Show                     | Robert Gates                          |               |
| 2000 | How the Grinch Stole Christmas          | Drew Lou Who                          |               |
| 2001 | Undeclared                              | Totem Pole                            |               |
| 2002 | Just Shoot Me!                          | Terry                                 |               |
| 2002 | Men in Black II                         | Bird Guy Alien / Postal Sorting Alien |               |
| 2002 | Buffy the Vampire Slayer                | Nerd Morto                            |               |
| 2002 | Hidden Hills                            | Store Clerk                           |               |
| 2002 | Catch Me If You Can                     | Teen Waiter                           |               |
| 2003 | Malcolm in the Middle                   | Ethan                                 |               |
| 2003 | The Haunted Mansion                     |                                       |               |
| 2004 | Soccer Dog: European Cup                | Dickie                                |               |
| 2005 | Wiener Park                             | Dennis Park                           | Filme de TV   |
| 2005 | Judging Amy                             | Waiter                                |               |
| 2005 | Scrubs                                  | Fat Frank                             |               |
| 2005 | Fielder's Choice                        | Cashier                               | Filme de TV   |
| 2005 | Entourage                               | Nerd #2                               |               |
| 2006 | My Name is Earl                         | Jeff Muskin                           |               |
| 2006 | Lady in the Water                       | Tartutic #1                           |               |
| 2006 | Accepted                                | Freaky Student                        |               |
| 2006 | Dorm Daze 2                             | Eli                                   |               |
| 2007 | Happy Deathday                          | Jeremy                                |               |
| 2007 | John from Cincinnati                    | Gary                                  |               |
| 2007 | Sydney White                            | Terrence                              |               |
| 2008 | Jane Doe: Eye of the Beholder           | Joe Buckbee                           | Filmes de TV. |
| 2008 | Black Widow                             | Henry                                 | Filmes de TV. |
| 2009 | He's Such a Girl                        | Walt                                  |               |
| 2009 | Hotel for Dogs                          | Hot Dog Man                           |               |
| 2009 | House MD                                | Oscar                                 |               |
| Monk | Green-Skinned Alien Enthusiast          |                                       |               |
| 2011 | Breaking Bad                            | A Junkie                              | Serie         |

### Ligações Externas
- Jaremy Howard. no IMDb.